# Гость (журнал)
«Гость» — ежемесячный журнал русских баптистов. Начал издаваться в 1910 году вместо ранее выходившего журнала «Вера». Выходил с перерывами до 1939 года. Носил частный характер, не являясь официальным изданием Союза баптистов. После 1923 года издавался за границей и ориентировался на эмигрантов.
Советско-российский философ и религиовед Л. Н. Митрохин назвал «Гость» в числе основных журналов, используемых для подготовки проповедников и активизации работы среди молодежи. «Каждый номер „Гостя“ привлекал внимание до 20 тысяч читателей», — отмечал он.
Журнал представлял различную тематику и имел постоянных читателей. В нём публиковались статьи и речи наиболее выдающихся конфессиональных деятелей, материалы съездов, совещаний, собраний, письма верующих, информация с мест, материалы о миссии, работе среди молодежи, по вопросам взаимоотношений с властью, с РПЦ, о проблеме единства между баптистами и евангельскими христианами.
Выпуск журнала «Гость» возобновлен в 2003 году, он издаётся в Москве, выходит ежемесячно. Тематически сохраняет старую традицию, публикуя качественные христианские проповеди, церковные и общехристианские новости.

## Первые годы (1910—1914)

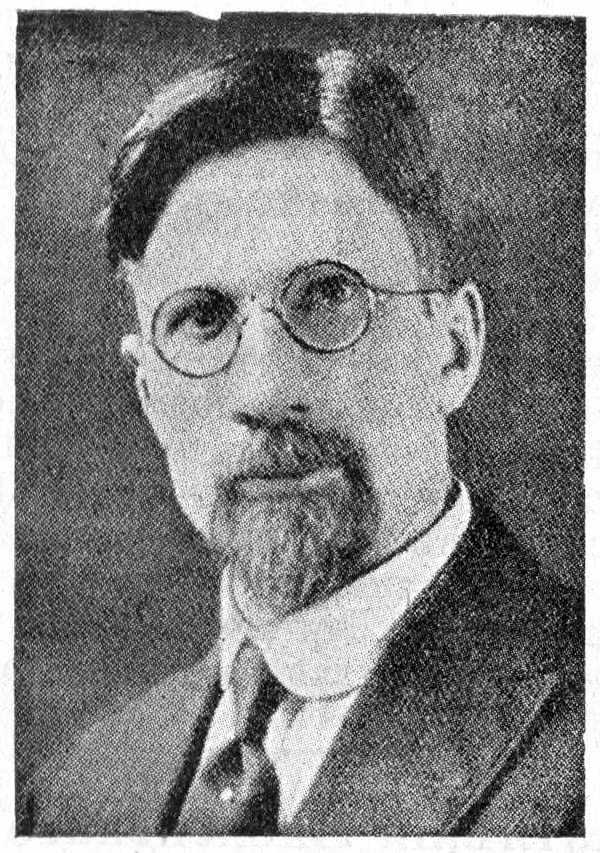
Редактор журнала Вильгельм Андреевич Фетлер

Первый номер журнала «Гость» вышел в Петербурге в ноябре 1910 года. Его основателем стал пастор Вильгельм Андреевич Фетлер, уже имевший издательский опыт (а 1909 году издавал журнал «Вера»). В. А. Фетлер был неизменным издателем-редактором журнала до конца 1914 года. В ноябре 1914 года В. А. Фетлер был арестован во время богослужения и осужден к ссылке в Сибирь, которую заменили высылкой за пределы Российской империи (видимо, к моменту ареста декабрьский номер «Гостя» им был уже подготовлен, поскольку вышел от его имени).
В этот период в журнале печатались статьи русских и иностранных христианских авторов, таких как И. В. Каргель и др.
Во втором номере журнала было опубликовано воззвание о создании Братство Деяний Апостолов. Тираж этого номера составил 5 тысяч экземпляров, однако полностью разошелся и поэтому издавался еще, как минимум, дважды.
Значительная часть площади журнала (до 16 страниц в отдельных номерах) была отдана под рекламу и обзоры выходивших на русском языке христианских книг и брошюр, периодических изданий, настенных календарей т. п.

## Отношение к политическим событиям

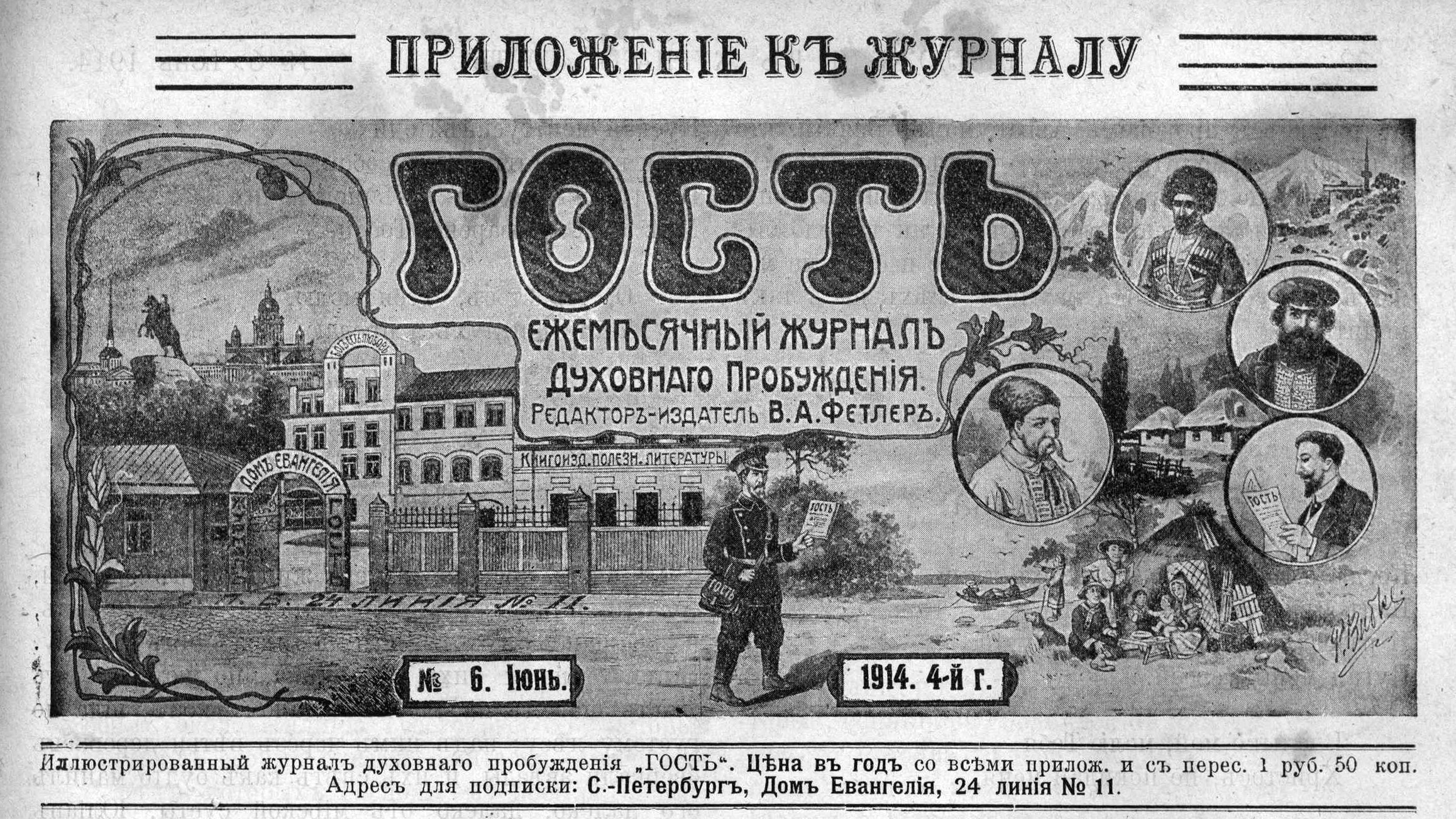
Логотип приложения к журналу «Гость»

Публикации евангельских христиан-баптистов в период революции 1917 года и после него содержат анализ и оценку происходящих политических событий. «Современная общественная и политическая жизнь в духовном освещении» являлась одной из ключевых тем публикаций. При этом отношение к происходящему в социально-политической жизни было разным в изложении разных изданий, что, по мнению историков, говорит об отсутствии единой точки зрения по этому поводу в конфессиональном общественном мнении.
Так, публикации журнала «Гость» Петроградской общины баптистов выражают негативное отношение к участию верующих в различных политических объединениях. В статье «Боже наш, спаси Россию!» высказывалось мнение о недопустимости таких действий, приводились примеры отлучения от церкви некоторых верующих, увлекшихся политикой. Настрой на участие в политической деятельности в статье описывается как проявление «низкой духовности, вернее, такого понижения духовности, которое равняется отпадению от веры», поскольку «никогда еще политика не делала человечество счастливым, наоборот, она еще больше разжигает страсти».
Редакция журнала «Гость» занимала сдержанную позицию и при описании революции 1917 года. Например, в заметке «Петроград в последний месяц» за декабрь 1917 года соблюдается полный нейтралитет, в ней отсутствуют какие-либо оценочные суждения, лишь сухое изложение фактов. Автор обращает внимание читателей не на переход власти от Временного правительства к большевикам, но на разгул преступности, захлестнувший Петроград в ноябре — декабре 1917 года. Для сравнения, публикации баптистской прессы в Москве содержали гораздо более сильные оценки при описании кровопролития, межпартийных распрей и захвата власти большевиками. В противоположность этому авторы статьи призывали читателей протянуть «друг другу руку братского общения на основах духовного единения». Позднее эти публикации стали причиной обвинения баптистов в контрреволюционности и негативном отношении к революции.